# Christine Rinderknecht
Christine Rinderknecht (* 5. Dezember 1954 in Nussbaumen bei Baden AG) ist eine Schweizer Autorin.

## Leben
Christine Rinderknecht hat Germanistik, Romanistik und Literaturkritik in Zürich, Paris und Berlin studiert. Sie hat als Dramaturgin am Theater gearbeitet und realisiert seit 1989 unter dem Label Gubcompany eigene Theater- und Filmprojekte. 1994 erschien im Zytglogge Verlag ihr erster Erzählband, 2002 im Pendo Verlag der erste von bisher zwei Romanen. 2008 war sie Writer in Residence am Institute for German Cultural Studies der Cornell University. Sie wohnt in Zürich.

## Werke

### Bücher
- Bruchstein und Backstein. Erzählungen. Zytglogge, Gümligen 1994
- Ein Löffel in der Luft. Roman. Pendo, Zürich 2002
- Lilli. Roman. Pendo, München 2005
- Sieben Jahre mit dem Japaner, verlag die brotsuppe, Biel, 2021
- Schwarzes, verlag die brotsuppe, Biel, 2024

### Theaterstücke
- Ich wett, dass dir en Flügel bricht, 1990 (Auftragsarbeit zum Thema Sucht, mit TV-Aufzeichnung)
- Bruchstein, 1991 (Zum Thema Inzest)
- Die Mitgift, 1993
- Ohne Grund, 1994, Theater Bruchstein, Zürich
- Laune der Natur. Freies Theater M.A.R.I.A., Bern 1999
- Petit Bodiel (nach einer Erzählung von Amadou Hampâté Bâ), Baden 2001
- GOLD – Eine Reise ins Innere der Erde (nach der Erzählung Kaïdara von Amadou Hampâté Bâ), Aarau 2004
- Helden der Arbeit (mit Tobias Pingler), 2006
- Livia, 13, 2007, frei nach Hip Hip Hora von Teresa Fabik/Filmlance international, Gubcompany Zürich
- multiple option_14, 2009, Gubcompany Zürich
- stressfaktor_15, 2012, Gubcompany,Zürich
- Dating Mr. Bad Guy, 2015, Gubcompany Zürich
- Shubunkin - der Fisch im Mond, 2018, Koproduktion Gubcompany/Wiersma&Smeets, NL
- vercheert, 2021, Koproduktion Gubcompany/Cortis&Sonderegger, Zürich